# TP4L
TP4L (Trailerpark for Life) ist das vierte Musikalbum der deutschen Rapgruppe Trailerpark und das dritte in der heutigen Besetzung mit Basti, Timi Hendrix, Alligatoah und Sudden. Es erschien am 20. Oktober 2017 über ihr gleichnamiges Label Trailerpark als Standard-Edition und limitiertes Boxset, inklusive Shitmunk Edition und der DVD Trailerpark Intim Vol. 2.

## Produktion
Der Großteil des Albums wurde von dem Musikproduzent Tai Jason produziert, der zehn Instrumentals beisteuerte, wobei er bei sechs davon mit Alligatoah zusammenarbeitete. Zwei Lieder wurden von Beatzarre produziert und ein Beat stammt von Randy Robot.

## Covergestaltung
Das Albumcover zeigt ein zerrissenes Foto, auf dem die vier Bandmitglieder Alligatoah, Sudden, Basti und Timi Hendrix (von links nach rechts) auf einer Couch sitzen. Darüber befindet sich der graue Schriftzug Trailerpark und darunter der bunte Titel TP4L. Der Hintergrund ist weiß gehalten.

## Titelliste
| #  | Titel                                    | Produzent             | Länge |
| -- | ---------------------------------------- | --------------------- | ----- |
| 1  | TP4L                                     | Randy Robot           | 2:52  |
| 2  | Endlich normale Leute                    | Tai Jason             | 3:36  |
| 3  | Sterben kannst du überall                | Beatzarre             | 4:07  |
| 4  | Poo Fighters                             | Tai Jason, Alligatoah | 3:02  |
| 5  | Hab dich mal nicht so                    | Tai Jason, Alligatoah | 2:52  |
| 6  | Arbeitskollegen                          | Beatzarre             | 3:35  |
| 7  | Armut treibt Jugendliche in die Popmusik | Tai Jason, Alligatoah | 3:43  |
| 8  | Nach allen Regeln der Kunst              | Tai Jason, Alligatoah | 2:49  |
| 9  | Schlechte Angewohnheit                   | Tai Jason             | 2:58  |
| 10 | Rapetrain                                | Tai Jason, Alligatoah | 3:14  |
| 11 | Als gelesen markiert                     | Tai Jason             | 4:42  |
| 12 | Weg von hier                             | Tai Jason, Alligatoah | 3:48  |
| 13 | Aragorn                                  | Tai Jason             | 2:48  |

## Chartplatzierungen
TP4L stieg am 27. Oktober 2017 auf Platz 1 in die deutschen Albumcharts ein, womit die Gruppe erstmals die Spitzenposition erreichte. In Österreich erreichte das Album Platz 3 und in der Schweiz Rang 43. In den deutschen Album-Jahrescharts 2017 belegte es Platz 80.
Am 2. August 2017 wurde die erste Single Armut treibt Jugendliche in die Popmusik zum Download ausgekoppelt. Die zweite Auskopplung Endlich normale Leute folgte am 20. August und am 27. September 2017 erschien der Titelsong TP4L als dritte Single. Darüber hinaus erreichte der Albumtitel Sterben kannst du überall aufgrund von Downloads und Musikstreamings Rang 37 in Deutschland. Zu den vier Liedern wurden auch Musikvideos gedreht.

## Rezeption
| Professionelle Bewertungen | Professionelle Bewertungen |
| -------------------------- | -------------------------- |
| Kritiken                   |                            |
| Quelle                     | Bewertung                  |
| laut.de                    | [ 5 ]                      |
| rappers.in                 | [ 6 ]                      |

Dominik Lippe von laut.de bewertete TP4L mit zwei von möglichen fünf Punkten. Auf dem Album werde ein großes „Talentgefälle innerhalb der Formation“ deutlich, das sich in „einer Ohrwurm-Hook des Multitalents Alligatoah und einigen mit vermeintlichen lyrischen Tabubrüchen gefüllten Strophen von Basti, Sudden und Timi Hendrix“ ausdrücke. „Inhaltlich bewegen sich Trailerpark erneut im Zeichen des KKK – Koks, Koprophilie und Kindesmissbrauch“, was als „Pseudo-Provokation“ gesehen wird.
Skinny von rap.de bezeichnet TP4L „trotz des denkbar simplen Grundkonzepts von vier vollkommen unterschiedlichen Protagonisten, die je ihrem Image entsprechend schlimme Dinge sagen“ als „das mit Abstand beste Trailerpark-Album bisher“, da es „noch abwechslungsreicher und kreativer“ sei. Der Humor der Gruppe sei kontrovers und Geschmackssache.
Yannik Gölz von rappers.in gab dem Album zwei von möglichen sechs Punkten. Inhaltlich würde es nicht mehr machen, „außer Wühltisch-Bierzelt-Pop mit Klamauk zu kombinieren, der kaum über Stichwort-Namedropping hinausgeht“ und auch die Beats werden als „lieblos“ kritisiert.